# パウル・トロガー
パウル・トロガー（Paul Troger、1698年10月30日 - 1762年7月20日）は、オーストリアの画家、版画家である。後期バロック時代の画家でフレスコ画による装飾壁画などで知られる。

## 略歴
南チロルのヴェルスベルク(現在はイタリアのモングエルフォ＝テシド）に生まれた。16歳でチロルの貴族、フィルミアン家の援助を受けて、現在のクロアチアのリエカに行き、装飾画家、ジュゼッペ・アルベルティ(Giuseppe Alberti)の弟子になった。1722年にチロルのカルダーロの教会(Kalvarienkirche)に壁画を描いた。

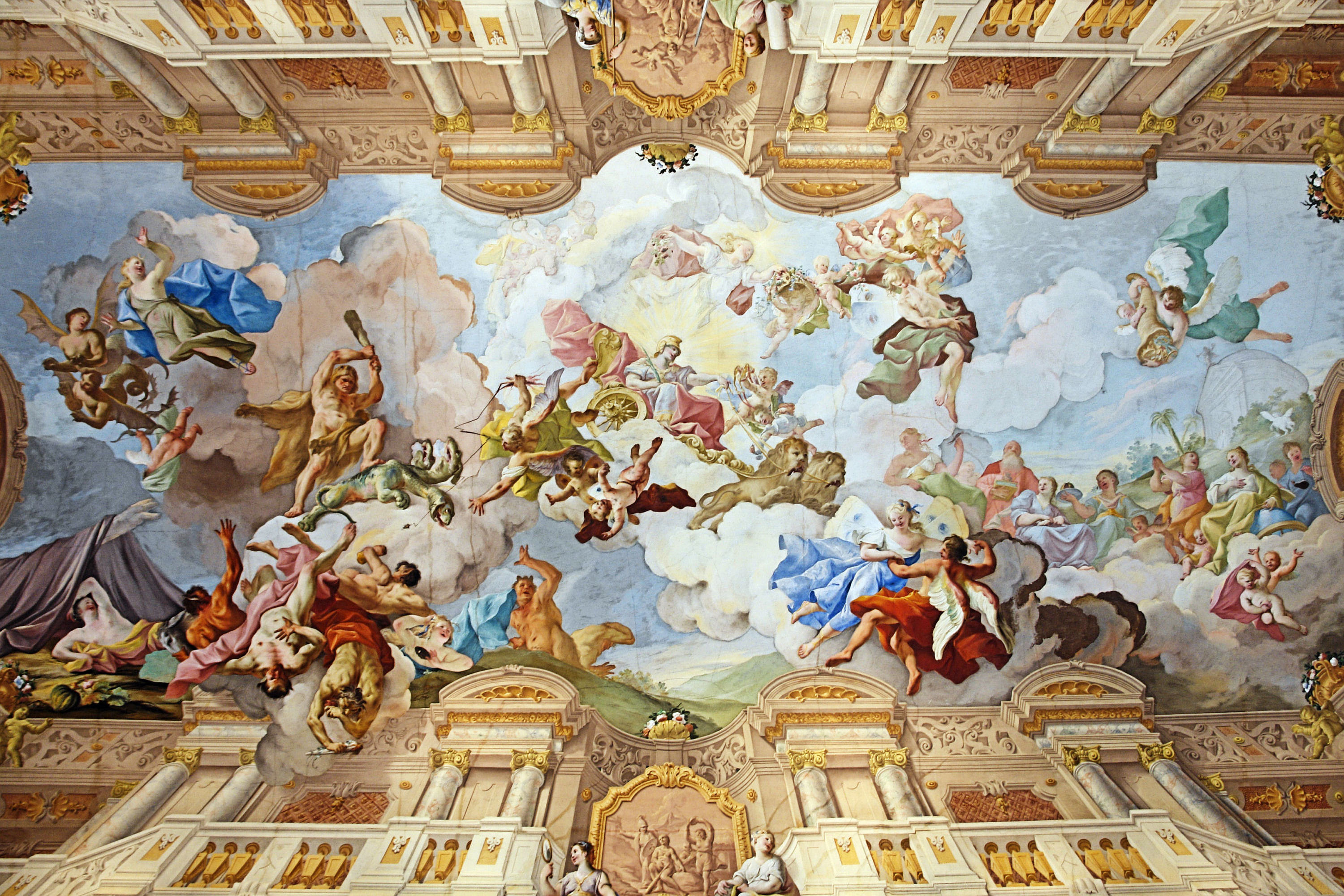
メルク修道院の天井画

1722年にグルク司教によってイタリアに送られ、ヴェネツィアでは、ジョヴァンニ・バッティスタ・ピアッツェッタやジャンバッティスタ・ピットーニといったロココ様式の先駆けとなった画家の作品を知ることになった。ローマではセバスティアーノ・リッチのもとで学び、ナポリではフランチェスコ・ソリメーナに学び、当時の美術の中心地であったボローニャも訪れた。
オーストリアに戻り、1726年から1728年はザルツブルクで働き、聖カジェタン教会(Kajetanerkirche)の天井画を描いた。当時、ヨハン・ミヒャエル・ロットマイヤ(1656–1730)やダニエル・グラン(1694-1757)といった装飾画家が美術界を支配していたウィーンにスタジオを開いた。
建築家のヨーゼフ・ミュンゲナストと協力して、現ニーダーエスターライヒ州のアルテンブルクのアルテンブルク修道院の天井画などを描いた。メルク修道院の天井画も描いた。1753年にウィーン美術アカデミーの会員となり、1754年に校長になった。教えた生徒にはフランツ・アントン・マウルベルチュがいる。

## 作品

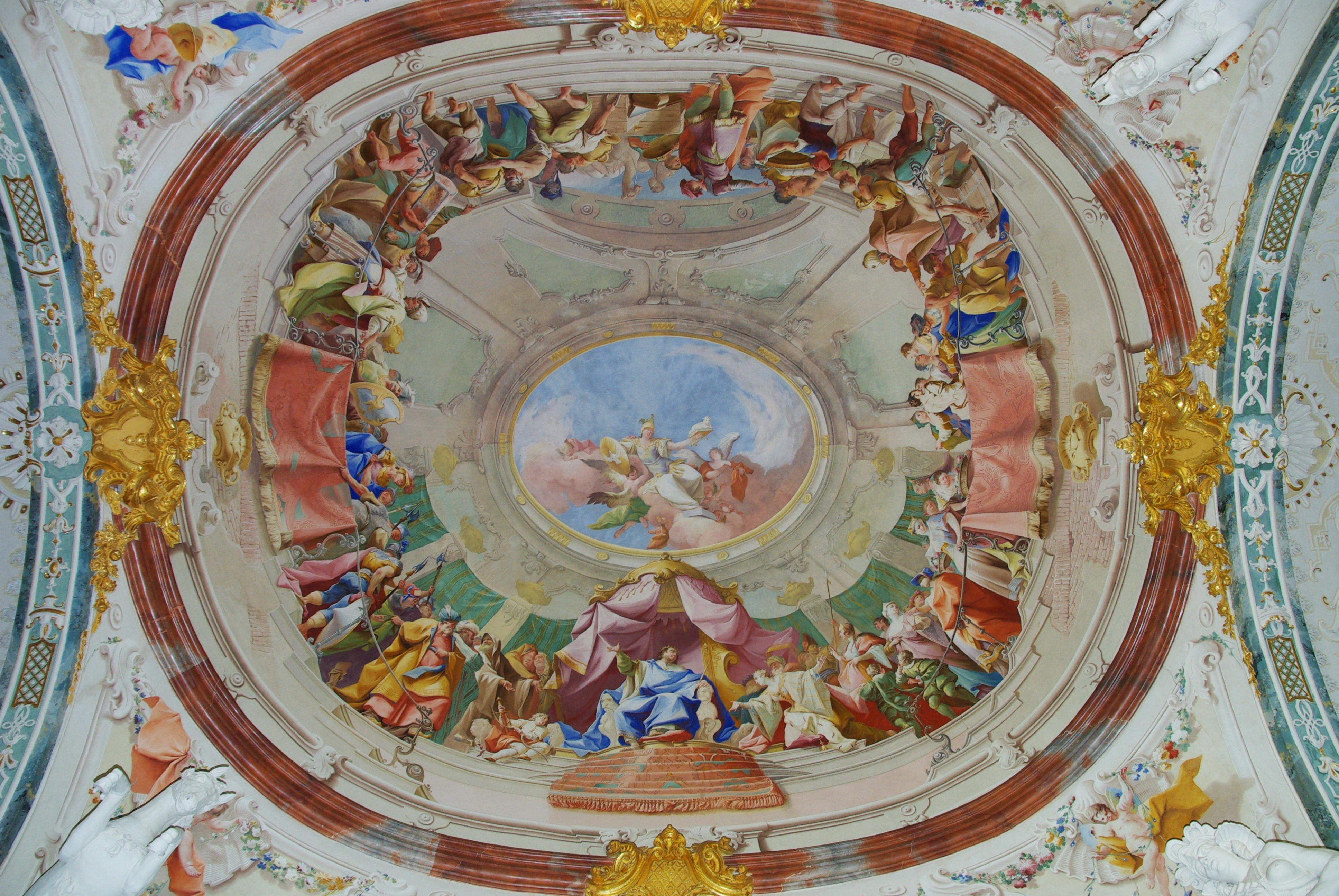
アルテンブルク修道院の天井画
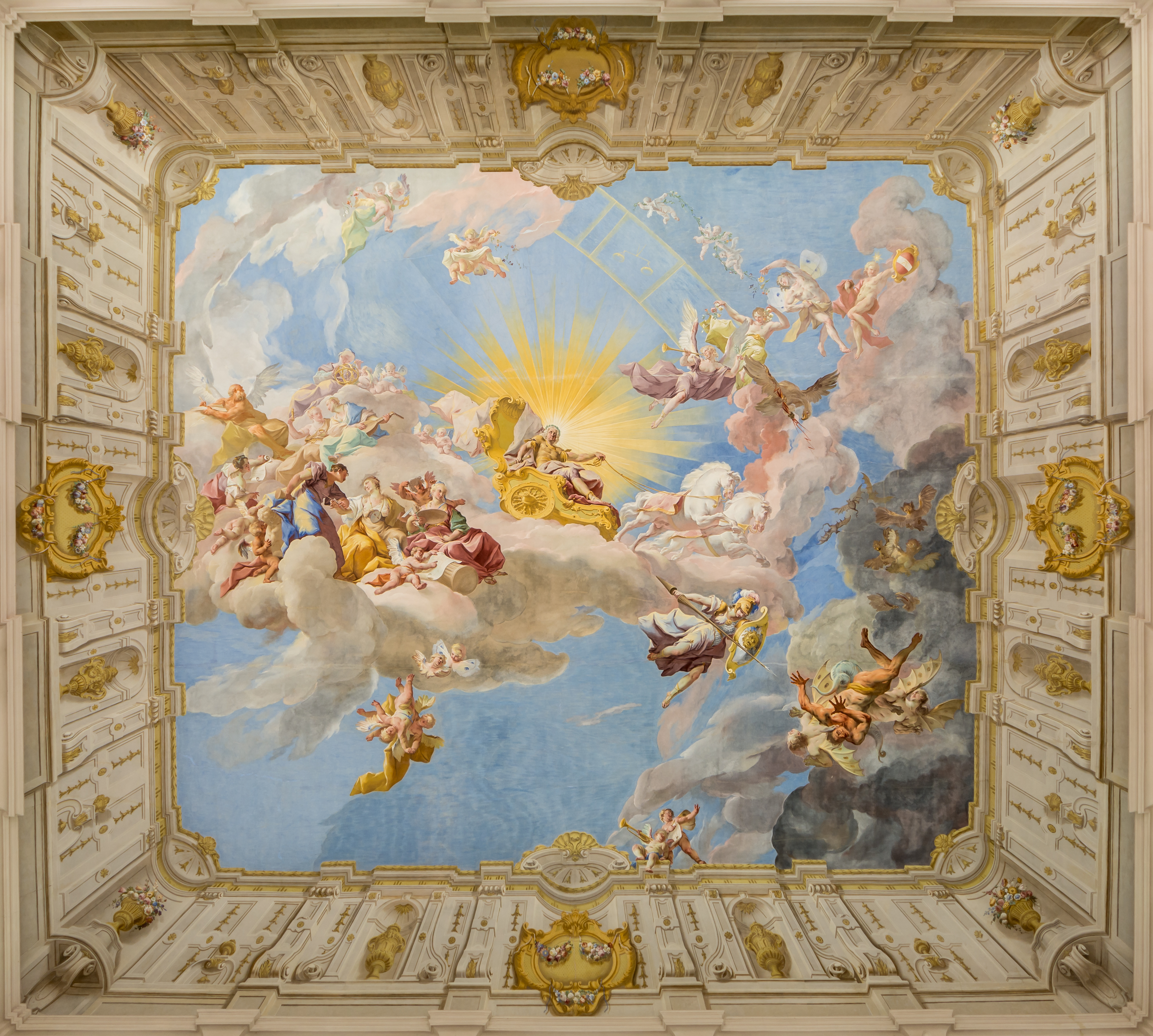
Göttweig Abbeyの天井画
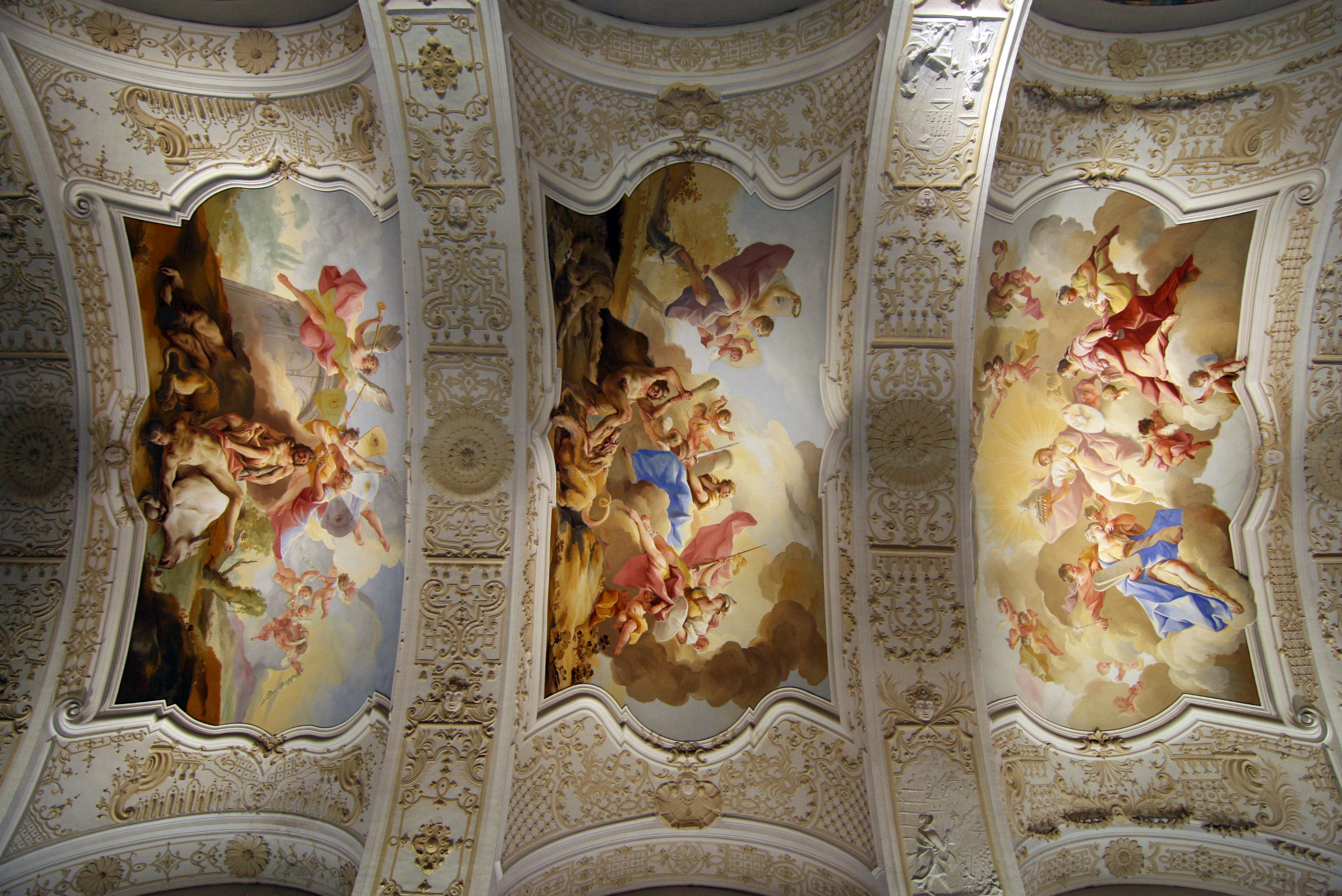